# 普通門
39°01′38″N 125°44′30″E / 39.02722°N 125.74167°E

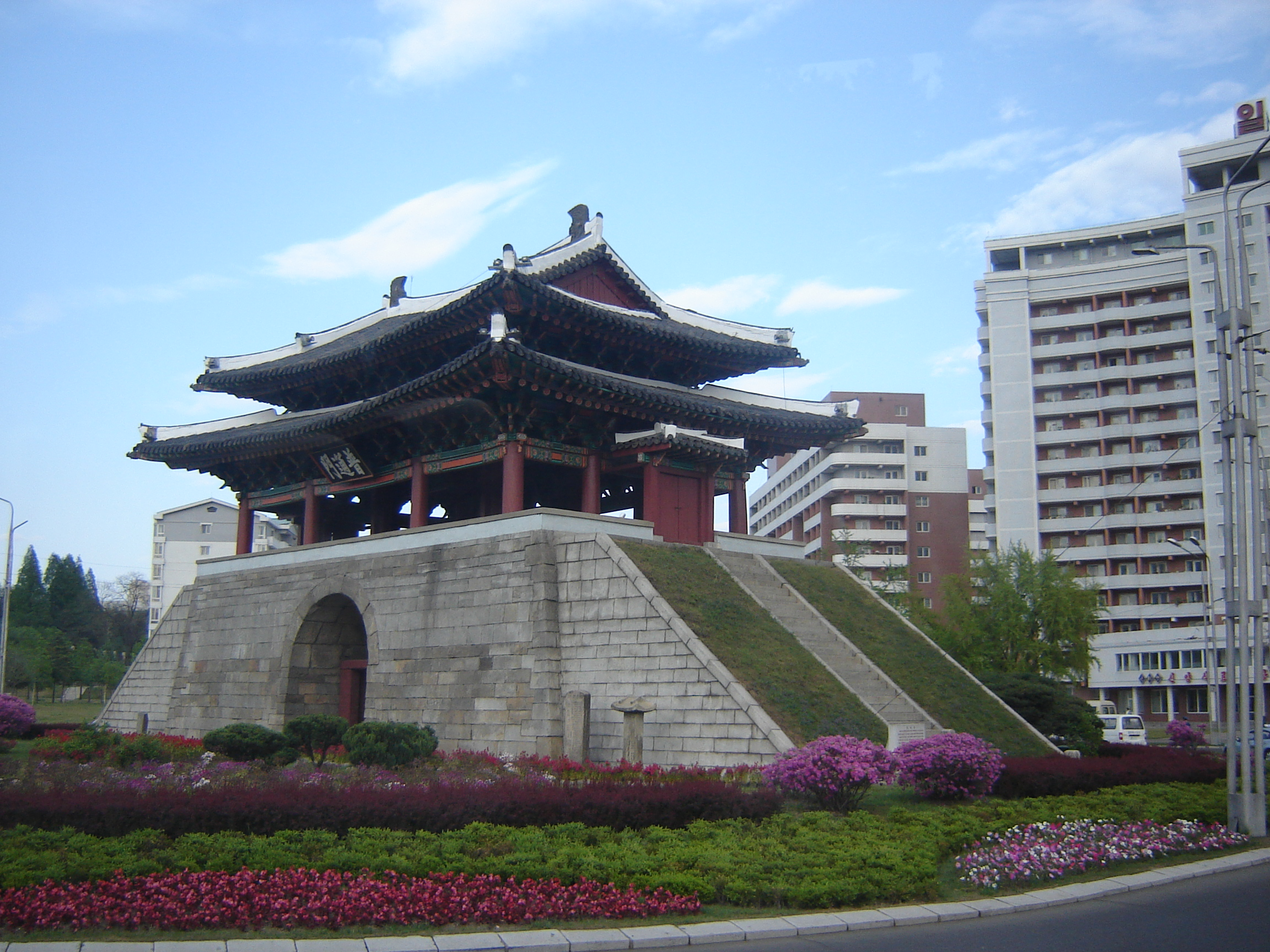
普通門

普通門（朝鲜语：／ potongmun）位於朝鮮平壤直轄市普通江畔，曾是平壤城的西門，原名是又陽關，後因在普通江畔，遂改稱普通門。